# 壹条龙饭庄
39°53′49″N 116°23′52″E / 39.8968808°N 116.3978332°E
壹条龙饭庄，隶属于北京便宜坊烤鸭集团有限公司，原名南恒顺羊肉馆、壹条龙羊肉馆，是北京一家中华老字号清真菜肴饭馆，始建于清乾隆五十年（1785年）。

## 历史
饭庄在清朝称作“南恒顺羊肉馆”。光绪23年（公元1897年）春末光绪皇帝曾私访过该店，店掌柜将皇帝坐过的板凳用黄绸子包好供奉起来，于是饭庄便有了“壹条龙”的昵称。1921年8月，饭庄将“壹条龙羊肉馆”的牌匾挂出并保存至今。1956年公私合营后，正式更名为「壹条龙饭庄」。
壹条龙饭庄总店现坐落于崇文区前门大街17号.